# Video Killed the Radio Star
Video Killed the Radio Star är en sång från 1979 med den brittiska New Wave-gruppen The Buggles, som lanserade den som sin debutsingel den 7 september samma år. Den 20 oktober 1979 gick "Video Killed the Radio Star" högst upp i topp på den brittiska singellistan UK Singles Chart och toppade även listorna i femton andra länder. Den finns även med på deras album "The Age of Plastic" från 1980. Låten var den första som spelades som musikvideo på TV-kanalen MTV då kanalen öppnades den 1 augusti 1981.
Video Killed the Radio Star är en sång inspirerad av hur ny teknologi förändrar samhället. Texten som huvudsakligen skrevs av Trevor Horn utgår från en svunnen nostalgisk tid när popmusik förmedlades via radio. Musiken komponerades huvudsakligen av Bruce Woolley. Innan The Buggles gav ut sin version spelades låten in av Woolleys band The Camera Club till deras LP English Garden. Men det var The Buggles mer intrikata version med bruk av synthesizers och studioteknik som blev den framgångsrika.

## Listplaceringar
| Lista                     | Topplacering |
| ------------------------- | ------------ |
| Österrikiska singellistan | 1            |
| Nederländska singellistan | 16           |
| Nyzeeländska singellistan | 2            |
| Svenska singellistan      | 1            |
| Schweiziska singellistan  | 1            |
| Brittiska singellistan    | 1            |